# Мама отличника
Еле́на Па́вловна Колоти́лова (род. 29 декабря 1964, Челябинск), более известная как Мама отличника, — российский видеоблогер (ютубер) и инстаблогер.

## Биография и творчество
Елена Павловна Колотилова родилась 29 декабря 1964 года в Челябинске. В 1986 году окончила Челябинский педагогический институт по специальности учитель биологии и географии. В 2015 году переехала жить в Краснодарский край. Ранее проживала в городе Краснодаре, ныне проживает в Анапе.
В 2018 году завела блог на YouTube. В том же году получила широкую известность после истории с изменой её мужа, произошедшей во время семейного отдыха на курорте Краснодарского края. Отдельные члены семьи Колотиловой также ведут свои блоги на YouTube: её трое детей, зять, маленькая внучка.

## В культуре
Стала прототипом героини из Тюмени в фильме «Ёлки 9», вышедшем в 2022 году.

## Участие в шоу
В 2023 году участвовала в шоу Андрея Малахова «Прямой эфир», на котором рассказывала о своём блоге.